# Septembre 1876

## Événements
- 1er septembre et 9 août : défaites des troupes Serbes à Alexinac, malgré l’afflux de volontaires russes.

- 12 - 19 septembre : conférence de géographie de Bruxelles, inspirée par le roi Léopold II de Belgique et organisée par Emile Banning. Elle réunit des délégués de l’Allemagne (Georg August Schweinfurth), de l'Autriche-Hongrie, de la Grande-Bretagne (Verney Lovett Cameron), de la France (amiral de La Roncière Le Noury), de l'Italie et de la Russie et vise à « planter l’étendard de la civilisation sur le sol de l’Afrique centrale et lutter contre la traite des esclaves ». En fait, il s’agit de la première tentative d’échanges entre puissances coloniales d’information d’ordre « géographique ».
  - Le roi des Belges Léopold II fonde l’Association internationale africaine, une société privée chargée de l’exploration et de la répression de la traite au Congo (futur Congo-Kinshasa).

- 18 septembre : Aníbal Pinto est élu président du Chili (fin en 1881).

- 30 septembre - 23 décembre : le Français Charles Tellier traverse l'Atlantique (Rouen-Buenos Aires) avec un bateau frigorifique de sa conception destiné à ramener d’Amérique du Sud des carcasses de mouton congelées.

## Naissances
- 5 septembre : Abdelaziz Thâalbi, homme politique tunisien.
- 6 septembre : John James Richard Macleod, scientifique en médecine et prix Nobel.
- 14 septembre : César Klein, peintre, graphiste et scénographe allemand († 13 mars 1954).
- 26 septembre : Georges-Émile Lebacq, peintre belge († 4 août 1950).